# Kircheneintrittsstelle
Eine Kircheneintrittsstelle ist ein Informationsangebot für den Eintritt oder Wiedereintritt in die Kirche. 
Den Anfang gemacht hat die evangelische Kirche in Berlin mit drei Beratungsstellen. Die katholische Kirche zog bald mit einem entsprechenden Informationsangebot im Internet nach. Inzwischen unterhält die evangelische Kirche weitere Kircheneintrittsstellen in Aachen, Köln, Mönchengladbach, Hamburg und Saarbrücken und vielen anderen Städten und Gemeinden.
„Kircheneintrittsstelle“ ist ein Sammelbegriff für „Kircheneintrittsstelle“ und „Wiedereintrittstelle“. Kircheneintrittsstellen werden überwiegend von ehemaligen Kirchenmitgliedern aufgesucht, teilweise aber auch von Menschen, die z. B. in der DDR geboren und ungetauft sind, also nie Kirchenmitglied waren. Wer nach einem Austritt wieder in die Kirche eintritt, wird nicht erneut  getauft; wer erstmals eintreten möchte, wird nach einem oder mehreren Gesprächen zum Eintritt getauft. 
Die Möglichkeit zum Wieder- oder Neueintritt in die Kirche besteht auch in jeder Kirchengemeinde. 